# Alina Sjidkova
Alina Sjidkova (Russisk: Алина Владимировна Жидкова tr. Alina Vladimirovna Sjidkova; født 18. januar 1977 i Moskva, Sovjetunionen) er en kvindelig tidligere professionel tennisspiller fra Rusland.
Alina Sjidkova højeste rangering på WTA single rangliste var som nummer 51, hvilket hun opnåede 7. marts 2005. I double er den bedste placering nummer 50, hvilket blev opnået 4. august 2003.